# Oswald Raynor Arthur

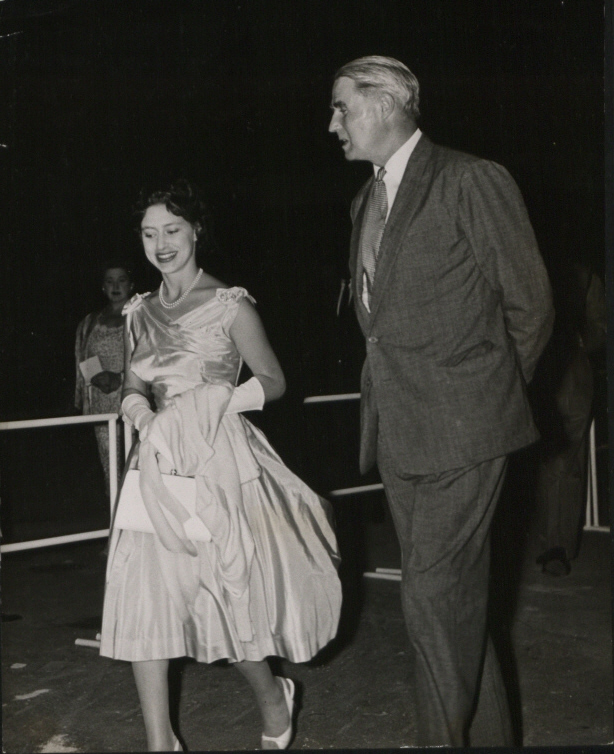
Sir Raynor Arthur bei einem Empfang von Prinzessin Margarat in Nassau (Mai 1958)

Sir Oswald Raynor Arthur, KCMG, CVO, KStJ (* 16. Dezember 1905 in Puna, Britisch-Indien; † 4. Dezember 1973) war ein britischer Kolonialadministrator, der unter anderem zwischen 1954 und 1957 Gouverneur der Falklandinseln sowie von 1957 bis 1960 Gouverneur der Bahamas war. Ihm zu Ehren wurde 1956 Arthur Harbour benannt, eine kleine Bucht an der Südwestküste der Anvers-Insel im westantarktischen Palmer-Archipel.

## Leben
Oswald Raynor Arthur war der Sohn von Sigismund Raynor Arthur, ein Beamter des Indian Civil Service (ICS) in Britisch-Indien, und von Constance Eleanor Hobhouse, sowie ein Urenkel väterlicherseits des Kolonialadministrators Sir George Arthur (1784–1854), der unter anderem Vizegouverneur von Van Diemen’s Land, Vizegouverneur von Oberkanada sowie Gouverneur von Bombay war und 1841 zum 1. Baronet Arthur, of Upper Canada, erhoben wurde, während er mütterlicherseits ein Enkel von Sir Charles Parry Hobhouse, 3. Baronet (1825–1916) war. Er selbst absolvierte nach dem Besuch der Charterhouse School ein Studium am Corpus Christi College der University of Cambridge und trat im Anschluss 1928 in den Dienst des Kolonialministeriums (Colonial Office). Er fand in den folgenden Jahren zahlreiche Verwendungen im Kolonialverwaltungsdienst und wurde 1951 als Nachfolger von William Addis Kolonialsekretär von Bermuda. Dieses Amt bekleidete er bis 1954 und wurde daraufhin von Alan Chaplin abgelöst. Für seine Verdienste in dieser Funktion wurde er 1953 zum Companion des Order of St Michael and St George (CMG) sowie zum Commander des Royal Victorian Order (CVO) ernannt.
Als Nachfolger von Sir Miles Clifford übernahm er 1954 das Amt des Gouverneurs der Falklandinseln. Auf diesem Posten verblieb er bis 1957 und wurde daraufhin von Edwin Arrowsmith abgelöst. 1954 wurde er zudem auch Knight of Justice des Order of Saint John (KStJ). Für seine Verdienste wurde er am 1. Januar 1957 als Knight Commander des Order of St Michael and St George (KCMG) nobilitiert, wodurch er fortan den Namenszusatz „Sir“ trug. Während seiner Amtszeit wurde ihm zu Ehren 1956 Arthur Harbour benannt, eine kleine Bucht an der Südwestküste der Anvers-Insel im westantarktischen Palmer-Archipel.
Zuletzt übernahm Sir Raynor Arthur am 1. April 1957 von Daniel Knox, 6. Earl of Ranfurly den Posten als Gouverneur und Oberkommandierender der Bahamas und übte diese Ämter bis zu seinem Eintritt in den Ruhestand am 18. Juli 1960 aus, woraufhin Sir Robert Stapledon seine Nachfolge antrat. 1962 wurde er ferner Friedensrichter (Justice of the Peace) der Grafschaft East Sussex. Am 8. Mai 1935 heiratete er seine Cousine Mary Elizabeth Spring Rice, die einzige Tochter des Diplomaten Sir Cecil Spring Rice, mit der er zwei Kinder hatte. Er verstarb am 4. Dezember 1973 an den Folgen eines Reitunfalls.